# Como Calcio 1972-1973
Questa voce raccoglie le informazioni riguardanti il Como Calcio nelle competizioni ufficiali della stagione 1972-1973.

## Stagione
Nella stagione 1972-1973 il Como disputa il campionato di Serie B, con 36 punti si piazza in undicesima posizione con il Bari. Il campionato è stato vinto dal Genoa con 53 punti che sale in Serie A con il Cesena e Foggia arrivate seconde con 49 punti. Retrocedono in Serie C il Mantova ed il Monza con 31 punti ed il Lecco con 25 punti.
Sempre affidato a Eugenio Bersellini il Como in questa stagione disputa un campionato cadetto di tranquillo centro classifica, nel girone di andata raccoglie 19 punti, nel ritorno 17. Si mettono in evidenza realizzando 9 reti l'ala Alessandro Turini ed il centravanti Roberto Bellinazzi, e si mette in vetrina il giovane talento Doriano Pozzato. In Coppa Italia i lariani sono inseriti nel sesto gruppo di qualificazione, vinto dall'Atalanta. Nel corso della primavera vi è stata una parentesi internazionale per il Como, che disputa il Torneo Anglo-Italiano, un torneo tra squadre di Serie A e B italiane ed inglesi, che si incontrano con squadre di pari categoria, il torneo è stato vinto dal Newcastle United, il Como ha pareggiato (0-0) con il Fulham, poi ha perso (3-0) con il Blackpool, (0-2) con il Newcastle, (1-0) con l'Oxford.

## Rosa
| N. |                   | Ruolo | Calciatore        |
| -- | ----------------- | ----- | ----------------- |
|    | Italia (bandiera) | P     | Renato Cipollini  |
|    | Italia (bandiera) | P     | Poerio Mascella   |
|    | Italia (bandiera) | D     | Cesare Cattaneo   |
|    | Italia (bandiera) | D     | Aldo Cerantola    |
|    | Italia (bandiera) | D     | Bruno Chinellato  |
|    | Italia (bandiera) | D     | Luigi Danova      |
|    | Italia (bandiera) | D     | Eugenio Gamba     |
|    | Italia (bandiera) | D     | Luigi Paleari     |
|    | Italia (bandiera) | C     | Giuseppe Brunetti |
|    | Italia (bandiera) | C     | Daniele Gatti     |
|    | Italia (bandiera) | C     | Alfredo Magni     |

| N. |                   | Ruolo | Calciatore         |
| -- | ----------------- | ----- | ------------------ |
|    | Italia (bandiera) | C     | Dante Maiani       |
|    | Italia (bandiera) | C     | Doriano Pozzato    |
|    | Italia (bandiera) | C     | Franco Vannini     |
|    | Italia (bandiera) | A     | Angelo Amadori     |
|    | Italia (bandiera) | A     | Roberto Bellinazzi |
|    | Italia (bandiera) | A     | Giuseppe Cattaneo  |
|    | Italia (bandiera) | A     | Claudio Correnti   |
|    | Italia (bandiera) | A     | Emilio Frigerio    |
|    | Italia (bandiera) | A     | Stefano Luteriani  |
|    | Italia (bandiera) | A     | Alessandro Turini  |

## Risultati

### Serie B

#### Girone di andata
| Arbitro: | Toselli (Cormons) |

|                                        |           |             |
| Turini 8’ Correnti 11’ G. Cattaneo 75’ | Marcatori | 17’ Zandoli |

| Perugia 24 settembre 1972, ore 14.30 2ª giornata | Perugia          | 0 – 0 referto | Como | Stadio Santa Giuliana\| Arbitro: \| Ciacci (Firenze) \| |
| Arbitro:                                         | Ciacci (Firenze) |               |      |                                                         |

| Arbitro: | Panzino (Catanzaro) |

|            |           |  |
| Turini 65’ | Marcatori |  |

| Arbitro: | Menegali (Roma) |

|             |           |  |
| D'Amato 70’ | Marcatori |  |

| Arbitro: | Agnolin (Bassano del Grappa) |

|                            |           |  |
| Vannini 76’ Bellinazzi 81’ | Marcatori |  |

| Arbitro: | Scolari (Verona) |

|                     |           |                             |
| Bellinazzi 50’, 82’ | Marcatori | 27’ Paina 89’ (aut.) Danova |

| Arbitro: | Levrero (Genova) |

|                    |           |  |
| Paleari 53’ (aut.) | Marcatori |  |

| Arbitro: | Trono (Torino) |

|             |           |             |
| Frigerio 2’ | Marcatori | 20’ Damonti |

| Arbitro: | Pieroni (Roma) |

|             |           |              |
| Casarsa 35’ | Marcatori | 75’ Cattaneo |

| Arbitro: | Michelotti (Parma) |

|                            |           |  |
| C. Cattaneo 27’ Turini 57’ | Marcatori |  |

| Arezzo 26 novembre 1972, ore 14.30 11ª giornata | Arezzo                     | 0 – 0 referto | Como | Stadio Comunale\| Arbitro: \| Trinchieri (Reggio Emilia) \| |
| Arbitro:                                        | Trinchieri (Reggio Emilia) |               |      |                                                             |

| Arbitro: | Serafino (Roma) |

|  |           |             |
|  | Marcatori | 39’ Orlandi |

| Arbitro: | R. Lattanzi (Roma) |

|                                |           |                          |
| Renna 25’ (rig.) Cremaschi 83’ | Marcatori | 18’ Turini 36’ Cerantola |

| Arbitro: | Carminati (Milano) |

|            |           |                |
| Turini 76’ | Marcatori | 28’ Massimelli |

| Arbitro: | Bianchi (Firenze) |

|              |           |             |
| Baisi 1’, 5’ | Marcatori | 13’ Vannini |

| Arbitro: | Monti (Ancona) |

|            |           |  |
| Turini 88’ | Marcatori |  |

| Arbitro: | Porcelli (Lodi) |

|                        |           |             |
| Marchi 13’ Belloli 54’ | Marcatori | 10’ Vannini |

| Arbitro: | Trinchieri (Reggio Emilia) |

|                                |           |           |
| C. Cattaneo 63’ Bellinazzi 71’ | Marcatori | 81’ Colla |

| Arbitro: | Stagnoli (Bologna) |

|                    |           |  |
| Gola 12’ Silva 70’ | Marcatori |  |

#### Girone di ritorno
| Arbitro: | Barbaresco (Cormons) |

|              |           |                 |
| Spagnolo 17’ | Marcatori | 18’, 29’ Turini |

| Arbitro: | Gialluisi (Barletta) |

|                           |           |           |
| Vannini 7’ Bellinazzi 90’ | Marcatori | 24’ Bonci |

| Arbitro: | Levrero (Genova) |

|  |           |            |
|  | Marcatori | 63’ Turini |

| Arbitro: | Trono (Torino) |

|                               |           |                             |
| C. Cattaneo 27’ Luteriani 82’ | Marcatori | 9’ F. Colombo 79’ Turchetto |

| Arbitro: | Branzoni (Pavia) |

|                 |           |  |
| Quintavalle 77’ | Marcatori |  |

| Taranto 11 marzo 1973, ore 14.30 25ª giornata | Taranto        | 0 – 0 referto | Como | Stadio Salinella\| Arbitro: \| Pieroni (Roma) \| |
| Arbitro:                                      | Pieroni (Roma) |               |      |                                                  |

| Como 18 marzo 1973, ore 14.30 26ª giornata | Como            | 0 – 0 referto | Reggina | Stadio Giuseppe Sinigaglia\| Arbitro: \| Schena (Foggia) \| |
| Arbitro:                                   | Schena (Foggia) |               |         |                                                             |

| Arbitro: | Porcelli (Lodi) |

|                             |           |  |
| Lanzetti 62’ Serpelloni 86’ | Marcatori |  |

| Arbitro: | Frasso (Capua) |

|                |           |  |
| Bellinazzi 83’ | Marcatori |  |

| Genova 15 aprile 1973, ore 14.30 29ª giornata | Genoa              | 0 – 0 referto | Como | Stadio Luigi Ferraris\| Arbitro: \| V. Lattanzi (Roma) \| |
| Arbitro:                                      | V. Lattanzi (Roma) |               |      |                                                           |

| Arbitro: | Vaccaro (Torino) |

|                |           |               |
| Bellinazzi 61’ | Marcatori | 14’ Bolognesi |

| Arbitro: | Calì (Roma) |

|            |           |  |
| Braida 50’ | Marcatori |  |

| Arbitro: | Celli (Trieste) |

|                |           |  |
| Bellinazzi 50’ | Marcatori |  |

| Arbitro: | Schena (Foggia) |

|                |           |  |
| E. Calloni 56’ | Marcatori |  |

| Arbitro: | Lanzetti (Viterbo) |

|  |           |                 |
|  | Marcatori | 28’ (rig.) Enzo |

| Messina 25 maggio 1973, ore 14.30 35ª giornata | Catanzaro     | 0 – 0 referto | Como | Stadio Giovanni Celeste\| Arbitro: \| Prati (Parma) \| |
| Arbitro:                                       | Prati (Parma) |               |      |                                                        |

| Arbitro: | Fuschi (Pescara) |

|                |           |            |
| Bellinazzi 22’ | Marcatori | 70’ Jaconi |

| Arbitro: | Panzino (Catanzaro) |

|                    |           |  |
| Braglia 46’ (rig.) | Marcatori |  |

| Arbitro: | Moretto (San Donà di Piave) |

|  |           |                               |
|  | Marcatori | 58’ (rig.) Bertarelli 75’Gola |

### Coppa Italia

#### Girone 6
| Como 27 agosto 1972 1ª giornata | Como               | 0 – 0 | Reggina | Stadio Giuseppe Sinigaglia\| Arbitro: \| Reggiani (Bologna) \| |
| Arbitro:                        | Reggiani (Bologna) |       |         |                                                                |

| Arbitro: | Branzoni (Pavia) |

|          |           |  |
| Ghio 26’ | Marcatori |  |

| Arbitro: | Trono (Torino) |

|                                           |           |                      |
| Cappellini 16’ L. Liguori 17’ Spadoni 79’ | Marcatori | 42’ (aut.) G. Morini |

| 6 settembre 1972 4ª giornata |  | – Turno riposo Como |  |  |

| Arbitro: | Grassi (Savona) |

|                    |           |            |
| Panizza 41’ (aut.) | Marcatori | 28’ Caremi |

## Statistiche

### Statistiche di squadra
| Competizione | Punti | In casa | In casa | In casa | In casa | In casa | In casa | In trasferta | In trasferta | In trasferta | In trasferta | In trasferta | In trasferta | Totale | Totale | Totale | Totale | Totale | Totale | DR |
| Competizione | Punti | G       | V       | N       | P       | Gf      | Gs      | G            | V            | N            | P            | Gf           | Gs           | G      | V      | N      | P      | Gf     | Gs     | DR |
| ------------ | ----- | ------- | ------- | ------- | ------- | ------- | ------- | ------------ | ------------ | ------------ | ------------ | ------------ | ------------ | ------ | ------ | ------ | ------ | ------ | ------ | -- |
| Serie B      | 36    | 19      | 9       | 7       | 3       | 23      | 15      | 19           | 2            | 7            | 10           | 8            | 18           | 38     | 11     | 14     | 13     | 31     | 33     | -2 |
| Coppa Italia | 2     | 2       | 0       | 0       | 2       | 1       | 1       | 2            | 0            | 0            | 2            | 1            | 4            | 4      | 0      | 2      | 2      | 2      | 5      | -3 |
| Totale       |       | 21      | 9       | 7       | 5       | 24      | 16      | 21           | 2            | 7            | 12           | 9            | 22           | 42     | 11     | 16     | 15     | 33     | 38     | -5 |

### Statistiche dei giocatori
| Giocatore     | Serie B  | Serie B | Coppa Italia | Coppa Italia | Totale   | Totale |
| Giocatore     | Presenze | Reti    | Presenze     | Reti         | Presenze | Reti   |
| ------------- | -------- | ------- | ------------ | ------------ | -------- | ------ |
| A. Amadori    | 15       | 0       | -            | -            | 15       | 0      |
| R. Bellinazzi | 32       | 9       | 4            | 0            | 36       | 9      |
| G. Brunetti   | 3        | 0       | -            | -            | 3        | 0      |
| C. Cattaneo   | 33       | 3       | 3            | 0            | 36       | 3      |
| G. Cattaneo   | 19       | 2       | 3            | 0            | 22       | 2      |
| A. Cerantola  | 27       | 1       | 3            | 0            | 30       | 1      |
| B. Chinellato | 16       | 0       | 3            | 0            | 19       | 0      |
| R. Cipollini  | 36       | -31     | 4            | -5           | 40       | -36    |
| C. Correnti   | 35       | 1       | 4            | 0            | 39       | 1      |
| L. Danova     | 33       | 0       | 3            | 0            | 36       | 0      |
| E. Frigerio   | 2        | 1       | 1            | 0            | 3        | 1      |
| F. Ferrario   | -        | -       | 1            | 0            | 1        | 0      |
| E. Gamba      | 18       | 0       | -            | -            | 18       | 0      |
| D. Gatti      | 7        | 0       | -            | -            | 7        | 0      |
| S. Luteriani  | 13       | 1       | -            | -            | 13       | 1      |
| A. Magni      | 15       | 0       | 2            | 0            | 17       | 0      |
| D. Maiani     | 28       | 0       | 4            | 0            | 32       | 0      |
| P. Mascella   | 3        | -2      | -            | -            | 3        | -2     |
| L. Paleari    | 28       | 0       | 4            | 0            | 32       | 0      |
| D. Pozzato    | 29       | 0       | 4            | 0            | 33       | 0      |
| A. Turini     | 36       | 9       | 2            | 0            | 38       | 9      |
| F. Vannini    | 17       | 4       | 4            | 0            | 21       | 4      |